# Adolphe Kégresse
Adolphe Kégresse (ur. 1879 w Héricourt, zm. 1943 w Croissy-sur-Seine) – francuski inżynier, wynalazca, twórca m.in. półgąsienicowego układu jezdnego systemu Kégresse’a dla pojazdów mechanicznych.
Do roku 1917 pełnił funkcję szefa garaży cara Rosji Mikołaja II. Po rewolucji październikowej powrócił do Francji.

## Dorobek zawodowy

### Pojazdy półgąsienicowe

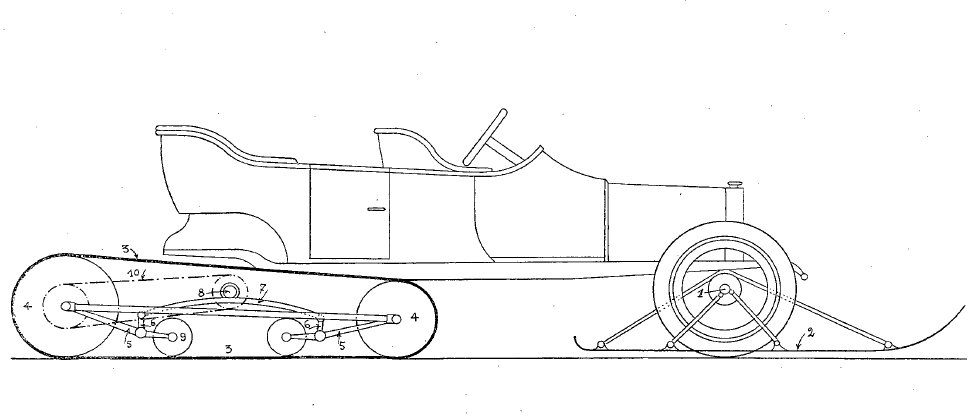
Rysunek patentowy pojazdu Kégresse’a z 1913 r.

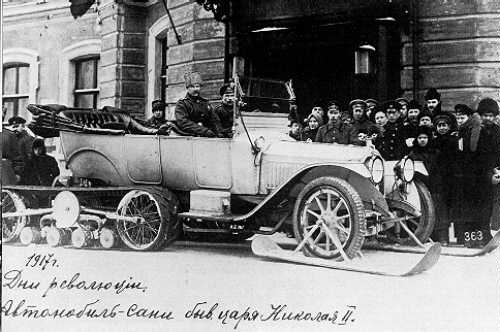
Samochód Packard Twin-6 przebudowany na półgąsienicowy przez Kégresse’a dla cara Mikołaja II w roku 1917

Swój pierwszy pojazd półgąsienicowy zbudował w Rosji w 1909 r. Po powrocie do Francji tam kontynuował prace nad rozwojem półgąsienicowego układu jezdnego systemu Kégresse’a. Pierwotnie współpracował w tym względzie z francuskim przemysłowcem Jacques’em Hinstinem. Na początku lat 20. związał się z André Citroënem
W okresie międzywojennym samochody Citroën z napędem półgąsienicowym Kégresse’a brały udział w następujących wyprawach, promujących samochody tej marki:
- „Ekspedycja Transsaharyjska” od 17 grudnia 1922 do 6 marca 1923
- „Czarna Wyprawa” („Croisière Noire”) przez kontynent afrykański od 28 października 1924 do 26 czerwca 1925
- „Żółta Wyprawa” („Croisière Jaune”) przez kontynent azjatycki od 4 kwietnia 1931 do 12 lutego 1932

### Patenty
- patenty Urzędu Patentowego Rzeczypospolitej Polskiej:
  - Nr 5893. Kl. 63 c 17. Giętki pas gąsienicowy do samochodów. z 21 września 1926 r. (wspólnie z Jacques’em Hinstinem)
  - Nr 5917. Kl. 63 b 67. Sposób umocowania płozy na kole pojazdu. z 23 września 1926 r.
  - Nr 6492. Kl. 63 c 30. Pazury do giętkich gąsienic. z 9 grudnia 1926 r.
  - Nr 6503. Kl.63 c 40. Urządzenie resorowe w samochodach gąsienicowych. z 10 grudnia 1926 r.
  - Nr 6651. Kl. 63 c 30. Taśma do pojazdów gąsienicowych. z 27 grudnia 1926 r.
  - Nr 6766. Kl. 63 c 29. Samochód gąsienicowy. z 18 stycznia 1927 r.
  - Nr 7021. Kl. 63 c 29. Urządzenie gąsienicowe do pojazdów silnikowych. z 24 lutego 1927 r.
  - Nr 7403. Kl. 63 c 30. Taśma gąsienicowa do wozów silnikowych. z 14 kwietnia 1927 r.
  - Nr 8026 Kl. 63 c 29. Taśma bez końca do pojazdów gąsienicowych. z 19 listopada 1927 r.
  - Nr 13572. Kl. 63 c 40. Zawieszenie wózków nośnych, stosowanych przy pojazdach gąsienicowych. z 14 kwietnia 1931 r.
  - Nr 14791. Kl. 63 c 30. Podatna gąsienica czołgowa. z 17 października 1931 r.
  - Nr 14893. Kl. 63 a 10. Wózek toczny do szybkiego ruchu pojazdów, niezawieszonych elastycznie. z 28 października 1931 r.
  - Nr 15655. Kl. 63 c 37. Podwozie wozów przyczepnych do samochodów. z 17 lutego 1932 r.
  - Nr 16559. Kl. 63 c 37. Wózek nośny do napędu gąsienicowego do pojazdów mechanicznych z 13 czerwca 1932 r.
  - Nr 16817. Kl 63 c 36. Zawieszenie pomostu napędowego przy pojazdach gąsienicowych z 7 września 1932 r.
  - Nr 17439. Kl. 63 c 40. Zawieszenie wózka nośnego w samochodach gąsienicowych. z 9 listopada 1932 r.
  - Nr 19304. Kl. 63 c 29/03. Wózek nośny do pojazdów gąsienicowych. z 28 października 1933 r.
  - Nr 19821. Kl. 47 b 22. Rozsuwalne koło pasowe z wieńcem zębatym o zmiennej podziałce. z dnia 27 lutego 1934 r.
  - Nr 22735. Kl. 63 c 30. Urządzenie do unoszenia końców ramy, prowadzącej gąsienicę pojazdu, uruchomiane silnikiem napędowym pojazdu. z dnia 27 stycznia 1936 r.